# Mistrzostwa Ameryki Północnej, Środkowej i Karaibów w Piłce Siatkowej Kobiet 2023
Mistrzostwa Ameryki Północnej, Środkowej i Karaibów w Piłce Siatkowej Kobiet 2023 – 28 edycja mistrzostw rozegrana w dniach 29 – 3 września 2023 roku w kanadyjskim mieście Quebec. W rozgrywkach wystartowało 7 reprezentacji narodowych. 
Turniej pełnił dodatkową rolę kwalifikacji do Mistrzostw Świata 2025.

## Uczestnicy
| Grupa A                 | Grupa B                                     |
| ----------------------- | ------------------------------------------- |
| Kanada Meksyk Portoryko | Dominikana Kostaryka Kuba Stany Zjednoczone |

## System rozgrywek[1]
Na początku została rozegrana faza grupowa, mecze w systemie kołowym, „każdy z każdym”. Zwycięzcy grup uzyskali bezpośredni awans do półfinałów. Drużyny z 2. i 3. miejsc w grupach utworzyły pary ćwierćfinałowe. Zwycięzcy ćwierćfinałów trafili do półfinałów, natomiast przegrani rozegrali mecz o 5. miejsce. Drużyna z 4. miejsca w grupie B rozegrała mecz o 6. miejsce z przegranym meczu o 5. miejsce. Mecz o 3. miejsce rozegrali przegrani półfinałów, natomiast finał - zwycięzcy półfinałów.
Mistrz, Wicemistrz i brązowy medalista Mistrzostw NORCECA 2023 otrzymali kwalifikację na Mistrzostwa Świata 2025.

### Punktacja
- Wynik: 3:0; zwycięzca - 5 pkt, przegrany - 0 pkt
- Wynik: 3:1; zwycięzca - 4 pkt, przegrany - 1 pkt
- Wynik: 3:2; zwycięzca - 3 pkt, przegrany - 2 pkt

## Faza grupowa[1]
awans do półfinału
     awans do ćwierćfinału
     mecz o 6. miejsce

### Grupa A
Tabela
| Lp. | Drużyna   | Mecze | Mecze | Mecze | Pkt | Małe punkty | Małe punkty | Małe punkty | Sety | Sety | Sety  |
| Lp. | Drużyna   | M     | W     | P     | Pkt | zdob.       | str.        | ratio       | wyg. | prz. | ratio |
| --- | --------- | ----- | ----- | ----- | --- | ----------- | ----------- | ----------- | ---- | ---- | ----- |
| 1   | Kanada    | 2     | 2     | 0     | 10  | 150         | 112         | 1.339       | 6    | 0    | MAX   |
| 2   | Portoryko | 2     | 1     | 1     | 3   | 152         | 184         | 0.826       | 3    | 5    | 0.600 |
| 3   | Meksyk    | 2     | 0     | 2     | 2   | 167         | 173         | 0.965       | 2    | 6    | 0.333 |

Źródło: norceca.net
Punktacja: 3:0 – 5 pkt, 3:1 – 4 pkt, 3:2 – 3 pkt, 2:3 – 2 pkt, 1:3 – 1 pkt, 0:3 – 0 pkt
Zasady ustalania kolejności: 1. liczba zwycięstw, 2. liczba punktów, 3. stosunek małych punktów, 4. stosunek setów, 5. bilans w bezpośrednich meczach
Wyniki
| Data  | Godz. | Drużyna 1 | Wynik | Drużyna 2 | 1     | 2     | 3     | 4     | 5     | Widzów | * |
| ----- | ----- | --------- | ----- | --------- | ----- | ----- | ----- | ----- | ----- | ------ | - |
| 29.08 | 19:30 | Kanada    | 3:0   | Meksyk    | 25:20 | 25:18 | 25:20 |       |       | 1040   | 3 |
| 30.08 | 19:30 | Portoryko | 0:3   | Kanada    | 18:25 | 13:25 | 23:25 |       |       | 850    | 6 |
| 31.08 | 17:00 | Portoryko | 3:2   | Meksyk    | 27:25 | 17:25 | 14:25 | 25:23 | 15:11 | 450    | 8 |

### Grupa B
Tabela
| Lp. | Drużyna           | Mecze | Mecze | Mecze | Pkt | Małe punkty | Małe punkty | Małe punkty | Sety | Sety | Sety  |
| Lp. | Drużyna           | M     | W     | P     | Pkt | zdob.       | str.        | ratio       | wyg. | prz. | ratio |
| --- | ----------------- | ----- | ----- | ----- | --- | ----------- | ----------- | ----------- | ---- | ---- | ----- |
| 1   | Stany Zjednoczone | 3     | 3     | 0     | 15  | 225         | 120         | 1.875       | 9    | 0    | MAX   |
| 2   | Dominikana        | 3     | 2     | 1     | 10  | 210         | 156         | 1.346       | 6    | 3    | 2.000 |
| 3   | Kuba              | 3     | 1     | 2     | 5   | 161         | 188         | 0.856       | 3    | 6    | 0.500 |
| 4   | Kostaryka         | 3     | 0     | 3     | 0   | 93          | 225         | 0.413       | 0    | 9    | 0.000 |

Źródło: norceca.net
Punktacja: 3:0 – 5 pkt, 3:1 – 4 pkt, 3:2 – 3 pkt, 2:3 – 2 pkt, 1:3 – 1 pkt, 0:3 – 0 pkt
Zasady ustalania kolejności: 1. liczba zwycięstw, 2. liczba punktów, 3. stosunek małych punktów, 4. stosunek setów, 5. bilans w bezpośrednich meczach
Wyniki
| Data  | Godz. | Drużyna 1         | Wynik | Drużyna 2         | 1     | 2     | 3     | 4 | 5 | Widzów | * |
| ----- | ----- | ----------------- | ----- | ----------------- | ----- | ----- | ----- | - | - | ------ | - |
| 29.08 | 13:30 | Stany Zjednoczone | 3:0   | Kostaryka         | 25:3  | 25:13 | 25:5  |   |   | 165    | 1 |
| 29.08 | 17:00 | Dominikana        | 3:0   | Kuba              | 25:14 | 25:17 | 25:16 |   |   | 362    | 2 |
| 30.08 | 13:30 | Kuba              | 0:3   | Stany Zjednoczone | 8:25  | 17:25 | 14:25 |   |   | 257    | 4 |
| 30.08 | 17:00 | Kostaryka         | 0:3   | Dominikana        | 13:25 | 11:25 | 10:25 |   |   | 621    | 5 |
| 31.08 | 13:30 | Kuba              | 3:0   | Kostaryka         | 25:18 | 25:11 | 25:16 |   |   | 135    | 7 |
| 31.08 | 19:30 | Stany Zjednoczone | 3:0   | Dominikana        | 25:22 | 25:22 | 25:16 |   |   | 1000   | 9 |

## Runda pucharowa[1]
|  |                   |                   |                   |        |        |                   |                   |                   |           |           |              |                   |                   |                   |                   |                   |           |           |  |  |       |       |       |
|  | Mecz o 6. miejsce | Mecz o 6. miejsce | Mecz o 6. miejsce |        |        | Mecz o 5. miejsce | Mecz o 5. miejsce | Mecz o 5. miejsce |           |           | Ćwierćfinały | Ćwierćfinały      | Ćwierćfinały      |                   |                   | Półfinały         | Półfinały | Półfinały |  |  | Finał | Finał | Finał |
|  | Mecz o 6. miejsce | Mecz o 6. miejsce | Mecz o 6. miejsce |        |        | Mecz o 5. miejsce | Mecz o 5. miejsce | Mecz o 5. miejsce |           |           | Ćwierćfinały | Ćwierćfinały      | Ćwierćfinały      |                   |                   | Półfinały         | Półfinały | Półfinały |  |  | Finał | Finał | Finał |
|  |                   |                   |                   |        |        |                   |                   |                   |           |           |              |                   |                   |                   |                   |                   |           |           |  |  |       |       |       |
|  |                   |                   |                   |        |        |                   |                   |                   |           |           |              |                   |                   |                   |                   |                   |           |           |  |  |       |       |       |
|  |                   |                   |                   | Kanada | Kanada | 1                 |                   |                   |           |           |              |                   |                   |                   |                   |                   |           |           |  |  |       |       |       |
|  |                   |                   |                   | Kanada | Kanada | 1                 |                   |                   |           |           |              |                   |                   |                   |                   |                   |           |           |  |  |       |       |       |
|  | Dominikana        | Dominikana        | 3                 |        |        | Dominikana        | Dominikana        | 3                 |           |           |              |                   |                   |                   |                   |                   |           |           |  |  |       |       |       |
|  | Dominikana        | Dominikana        | 3                 |        |        |                   |                   |                   |           |           |              |                   |                   |                   |                   |                   |           |           |  |  |       |       |       |
|  |                   |                   | Meksyk            | Meksyk | 0      |                   |                   |                   |           |           | Dominikana   | Dominikana        | 3                 |                   |                   |                   |           |           |  |  |       |       |       |
|  |                   |                   |                   | Meksyk | 0      |                   |                   |                   |           |           | Dominikana   | Dominikana        | 3                 |                   |                   |                   |           |           |  |  |       |       |       |
|  |                   |                   |                   | Meksyk | Meksyk | 3                 |                   |                   |           |           |              | Stany Zjednoczone | Stany Zjednoczone | 2                 |                   |                   |           |           |  |  |       |       |       |
|  |                   |                   |                   |        |        | 3                 |                   |                   |           |           |              | Stany Zjednoczone | Stany Zjednoczone | 2                 |                   |                   |           |           |  |  |       |       |       |
|  | Portoryko         | Portoryko         | 3                 |        |        | Portoryko         | Portoryko         | 0                 |           |           |              |                   |                   | Stany Zjednoczone | Stany Zjednoczone | 3                 |           |           |  |  |       |       |       |
|  | Portoryko         | Portoryko         | 3                 |        |        | Portoryko         | Portoryko         | 0                 |           |           |              |                   |                   | Stany Zjednoczone | Stany Zjednoczone | 3                 |           |           |  |  |       |       |       |
|  | Kostaryka         | Kostaryka         | 0                 |        |        |                   |                   |                   | Portoryko | Portoryko | 0            |                   |                   | Kuba              | Kuba              | 0                 |           |           |  |  |       |       |       |
|  | Kostaryka         | Kostaryka         | 0                 |        |        |                   |                   |                   | Portoryko | Portoryko | 0            |                   |                   | Kuba              | Kuba              | 0                 |           |           |  |  |       |       |       |
|  |                   |                   |                   |        |        | Kuba              | Kuba              | 3                 |           |           |              |                   |                   | Mecz o 3. miejsce | Mecz o 3. miejsce | Mecz o 3. miejsce |           |           |  |  |       |       |       |
|  |                   |                   |                   |        |        | Kuba              | Kuba              | 3                 |           |           |              |                   |                   | Mecz o 3. miejsce | Mecz o 3. miejsce | Mecz o 3. miejsce |           |           |  |  |       |       |       |
|  |                   |                   |                   |        |        |                   |                   |                   |           |           |              |                   |                   |                   |                   |                   |           |           |  |  |       |       |       |
|  |                   |                   |                   |        |        |                   |                   |                   |           |           |              |                   |                   |                   |                   |                   |           |           |  |  |       |       |       |
|  | Kanada            | Kanada            | 3                 |        |        |                   |                   |                   |           |           |              |                   |                   |                   |                   |                   |           |           |  |  |       |       |       |
|  | Kanada            | Kanada            | 3                 |        |        |                   |                   |                   |           |           |              |                   |                   |                   |                   |                   |           |           |  |  |       |       |       |
|  | Kuba              | Kuba              | 1                 |        |        |                   |                   |                   |           |           |              |                   |                   |                   |                   |                   |           |           |  |  |       |       |       |
|  | Kuba              | Kuba              | 1                 |        |        |                   |                   |                   |           |           |              |                   |                   |                   |                   |                   |           |           |  |  |       |       |       |

### Ćwierćfinały
| Data  | Godz. | Drużyna 1  | Wynik | Drużyna 2 | 1     | 2     | 3     | 4 | 5 | Widzów | *  |
| ----- | ----- | ---------- | ----- | --------- | ----- | ----- | ----- | - | - | ------ | -- |
| 01.09 | 17:00 | Portoryko  | 0:3   | Kuba      | 21:25 | 23:25 | 22:25 |   |   | 769    | 11 |
| 01.09 | 19:30 | Dominikana | 3:0   | Meksyk    | 25:17 | 25:10 | 25:12 |   |   | 920    | 10 |

### Mecz o 5. miejsce
| Data  | Godz. | Drużyna 1 | Wynik | Drużyna 2 | 1     | 2     | 3     | 4 | 5 | Widzów | *  |
| ----- | ----- | --------- | ----- | --------- | ----- | ----- | ----- | - | - | ------ | -- |
| 02.09 | 13:30 | Meksyk    | 3:0   | Portoryko | 25:22 | 32:30 | 25:22 |   |   | 450    | 12 |

### Półfinały
| Data  | Godz. | Drużyna 1         | Wynik | Drużyna 2  | 1     | 2     | 3     | 4     | 5 | Widzów | *  |
| ----- | ----- | ----------------- | ----- | ---------- | ----- | ----- | ----- | ----- | - | ------ | -- |
| 02.09 | 17:00 | Stany Zjednoczone | 3:0   | Kuba       | 25:12 | 25:11 | 25:16 |       |   | 1400   | 13 |
| 02.09 | 19:30 | Kanada            | 1:3   | Dominikana | 25:27 | 22:25 | 25:23 | 20:25 |   | 2900   | 14 |

### Mecz o 6. miejsce
| Data  | Godz. | Drużyna 1 | Wynik | Drużyna 2 | 1     | 2    | 3    | 4 | 5 | Widzów | *  |
| ----- | ----- | --------- | ----- | --------- | ----- | ---- | ---- | - | - | ------ | -- |
| 03.09 | 11:30 | Portoryko | 3:0   | Kostaryka | 25:13 | 25:7 | 25:9 |   |   | 600    | 15 |

### Mecz o 3. miejsce
| Data  | Godz. | Drużyna 1 | Wynik | Drużyna 2 | 1     | 2     | 3     | 4     | 5 | Widzów | *  |
| ----- | ----- | --------- | ----- | --------- | ----- | ----- | ----- | ----- | - | ------ | -- |
| 03.09 | 15:00 | Kanada    | 3:1   | Kuba      | 25:21 | 25:17 | 17:25 | 25:16 |   | 2870   | 16 |

### Finał
| Data  | Godz. | Drużyna 1  | Wynik | Drużyna 2         | 1     | 2     | 3     | 4     | 5     | Widzów | *  |
| ----- | ----- | ---------- | ----- | ----------------- | ----- | ----- | ----- | ----- | ----- | ------ | -- |
| 03.09 | 17:30 | Dominikana | 3:2   | Stany Zjednoczone | 12:25 | 25:21 | 19:25 | 25:19 | 15:13 | 3000   | 17 |

## Klasyfikacja końcowa
| Miejsce | Reprezentacja     | Uwagi                            |
| ------- | ----------------- | -------------------------------- |
| złoto   | Dominikana        | Awans na Mistrzostwa Świata 2025 |
| srebro  | Stany Zjednoczone | Awans na Mistrzostwa Świata 2025 |
| brąz    | Kanada            | Awans na Mistrzostwa Świata 2025 |
| 4.      | Kuba              |                                  |
| 5.      | Meksyk            |                                  |
| 6.      | Portoryko         |                                  |
| 7.      | Kostaryka         |                                  |

## Nagrody indywidualne[2]
| MVP                   | Najlepsza punktująca   | Najlepsze środkowe       | Najlepsza atakująca | Najlepsze skrzydłowe     |
| --------------------- | ---------------------- | ------------------------ | ------------------- | ------------------------ |
| Brenda Castillo       | Paola Santiago         | Neira Ortiz Emily Maglio | Jordan Thompson     | Kiera Van Ryk Alexa Gray |
| Najlepsza zagrywająca | Najlepsza rozgrywająca | Najlepsza broniąca       | Najlepsza libero    | Najlepsza przyjmująca    |
| Lisvel Eve-Castillo   | Brie King              | Brenda Castillo          | Brenda Castillo     | Justine Wong-Orantes     |